# Кроль, Любовь Ивановна

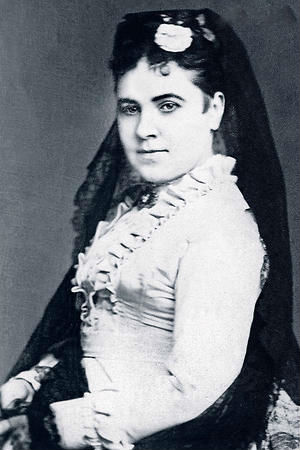
Любовь Ивановна Кроль

Любовь Ивановна Кроль (1829 — 13 апреля 1900, Канны), в замужестве Пенхержевская, Голубцова и графиня Кушелева-Безбородко — известная в своё время дама полусвета и авантюристка. Сестра литератора Николая Кроля.

## Биография
Родилась в немецкой семье инженер-генерал-майора Ивана Христиановича Кроля и его супруги Натальи Андреевны, урожд. Шредер. Император Николай I, знавший её с юных лет и восхищавшийся её красотой, в 1849 г. имел с ней кратковременную связь. В 1853 г. был устроен её брак с генерал-майором Михаилом Пенхержевским. Спустя два года овдовела, оставшись на руках с малолетним сыном Александром. Уже через год вновь вышла замуж — за коллежского советника Ивана Платоновича Голубцова (1827—1884), который «предложил ей свое имя и с ним вместе безбедное существование для неё и обожаемого сына».
Наскучив жизнью с бесцветным мужем в провинциальном Киеве, госпожа Голубцова уехала от него в Петербург, где вступила в отношения с графом Григорием Кушелевым-Безбородко — молодым миллионером, который из-за редкой болезни жил затворником в своём доме на Гагаринской набережной. Она удивила весь Петербург, не постеснявшись даже поселиться в его доме. Чтобы получить развод для своей содержанки, граф выплатил её мужу баснословное отступное (по одним сведениям — 40 тысяч золотом, по другим — 80 тысяч серебром). Семейство графа противилось намерению «авантюристки» из полусвета женить на себе робкого и стеснительного графа, преувеличивало вольность её нравов. Его брат Николай писал императору:
Женщина эта некогда и меня опутала своими сетями, и я имел несчастье находиться с нею в слишком близких связях и, что всего ужаснее, как я узнал впоследствии, в одно и то же время, как и брат мой. Всё это хорошо известно теперь моему брату, но ни позорная жизнь г-жи Голубцовой, ни мои мольбы, ни слёзы сестер, ни увещания престарелых родственников не могли заставить его отказаться от своего намерения.
На какое-то время жених с невестой уехали из столицы в подмосковное Кораллово. Долгожданное венчание с графом Кушелевым состоялось 30 октября 1857 года в Сергиевском соборе тихо, без всякого торжества. Чтобы преодолеть сопротивление церковных властей, запрещавших священникам венчать графа, понадобилось личное вмешательство Александра II. Впрочем, легенда о том, что этот вопрос решился на личной аудиенции Голубцовой у императора, не имеет документальных подтверждений. История с её «выкупом» у законного мужа получила шумную огласку, была описана Я. Полонским в повести «Дорогая ёлка» и, по мнению ряда литературоведов, использована Достоевским при работе над романом «Идиот».
После свадьбы супруги с друзьями и приживальщиками «табором» отправились в Париж, где сорили деньгами (рассказ об этом приводит Александр Дюма в начале своих «Путевых впечатлений»). Помимо Дюма, они привезли в Россию «короля спиритов» Хьюма, который тогда же в полюстровском имении Кушелева сыграл свадьбу с младшей сестрой графини, Александрой. Графиня пыталась наносить светские визиты, но двери гостиных и салонов перед ней были по-прежнему закрыты. Тогда она приобщила мужа к кружку богемных разночинцев, группировавшемуся вокруг её брата Николая, стала организовывать в Полюстрове музыкальные вечера. Супруги помогали деньгами нуждающимся литераторам из молодой редакции «Москвитянина», издали первое собрание сочинений А. Н. Островского. Полюстрово превратилось, по колкому замечанию Ф. И. Тютчева, в «подобие зверинца». Однажды за 200 рублей позвали на обед волосатую мексиканку и «заставили вечером гулять под руку с господами из этого элегантного общества». Александра Соколова вспоминала:
Образ жизни графини Кушелевой в описываемую эпоху по роскоши и комфорту приближался к царскому. Дом, занимаемый ею вдвоём с мужем, состоял из сорока комнат, расположенных так, что в то время, как в большой зале гремел оркестр музыки, на другой половине, в кабинете графа, можно было свободно читать и заниматься, и ни один звук не доходил туда. Граф и графиня занимали два различных этажа, причем у входа на половину графини стояли лакеи в штиблетах и рейтфраках с гербовыми пуговицами, а на площадке лестницы, ведущей к графу, — егеря в охотничьих кафтанах. Экипажей и лошадей на конюшне было так много, что в дни приглашённых балов и вечеров у подъезда стояло несколько карет и колясок, готовых к услугам тех из гостей, которые не могли или не пожелали бы держать на морозе своих лошадей.

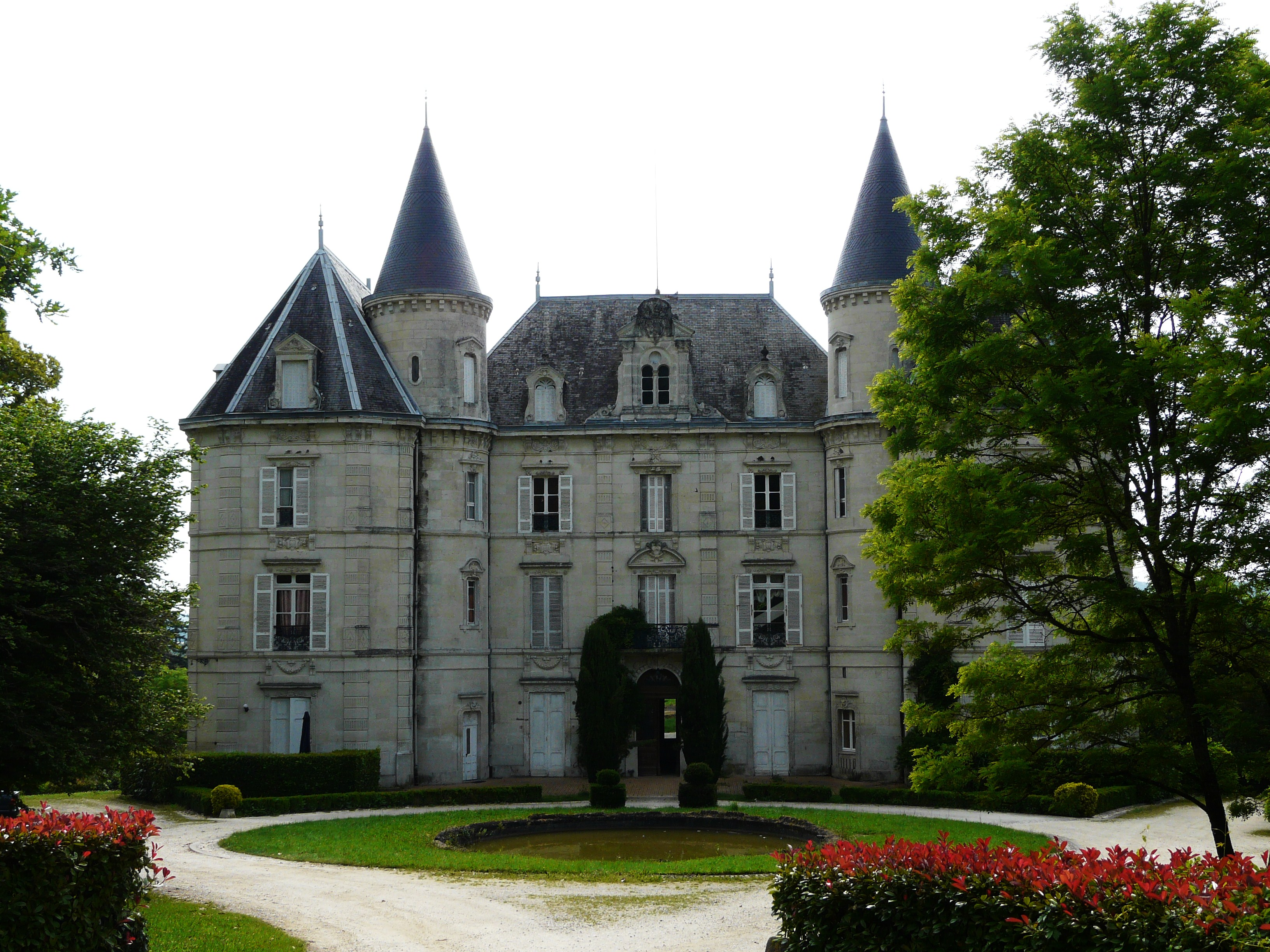
Усадьба Ларош, построенная мужем для Любови Кушелевой

Весной 1859 года супруги вновь поехали в Европу, где отношения их разладились. Граф вернулся в Россию один, а для графини купил за 300 тыс. франков имение Ларош в Аннес-э-Больё, на перестройку которого ушло 200 тыс. рублей. Кушелева отказывалась возвращаться на родину, жила на широкую ногу, делала многотысячные долги. В начале 1861 г. граф прибыл во Францию, чтобы уладить её отношения с заимодавцами, но из этого ничего не вышло. Наконец в 1862 г. четыре парижские газеты поместили объявление графа, что он новых обязательств жены на себя не принимает и начинает распродажу всего заложенного ею имущества, включая перигорское шато.

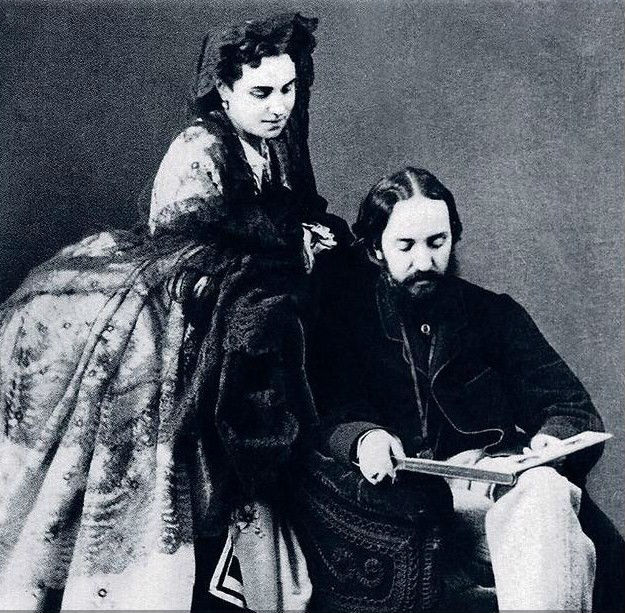
Григорий Кушелев-Безбородко с женой Любовью Ивановной

Во время пребывания Александра II во Франции (1864) графиня Кушелева передала ему письмо, где обвиняла мужа в пренебрежении супружеским долгом и просила правительство добиться от супруга, чтобы тот «поступал с своею женою прилично Русскому Магнату и знатному имени». Она утверждала, что Кушелев «просто бросил бедную женщину за границей без средств к существованию, сам наделал кучу долгов, на уплату которых отобрал у неё бриллианты, перестал платить обещанные 12 тыс. в год, продал подаренные ей два имения в Финляндии, и вообще должен ей ещё 250 тыс. рублей с процентами».
Император благоразумно устранился от улаживания отношений между Кушелевыми. Переговоры о разводе шли через главу III отделения В. А. Долгорукова и военного генерал-губернатора столицы А. А. Суворова. Граф обещал выплачивать Любови Ивановне 6 тысяч в год и ещё 2 тысячи на содержание пасынка. Официально было объявлено, что графиня не может жить в России из-за слабого здоровья сына от первого брака.
После расставания с Кушелевым графиня больше в Россию не возвращалась. Есть сведения, что за границей вступила в 4-й брак с иностранцем.  Во время пребывания в Дрездене в 1870 г. она представилась известному романисту Фёдору Достоевскому. В «Дневнике писателя» он вспоминает случай с русской графиней К., которая в Дрездене «по-простонародному» обматерила немцев, когда те начали критиковать Россию. Умерла от мочеизнурения в апреле 1900 года на Ривьере и была похоронена в Каннах.